# .ooo
.ooo es un dominio de nivel superior en India, lanzado el 23 de septiembre. Su lema es "The power domain". Fue creado y operado por Infibeam. 

## Origen
Infibeam recibió una licencia de ICANN para crear el dominio, que lo ofrecen registradores de países como Australia, India, Canadá, Alemania, Estados Unidos, Luxemburgo, Dinamarca, Reino Unido, Francia, China, Singapur o Turquía. Después, Infibeam aceptó la solicitud para crear el dominio.[cita requerida]